# Туруханка
Туруханка — село в Піровському районі Красноярського краю у складі Комарівської сільради.

## Географія
Знаходиться приблизно за 26 км на захід від районного центру села Піровське і в 2,5 км на північний захід від селища Кетський.

## Клімат
Клімат різко континентальний. Найтепліший місяць — липень, з середньою температурою + 17,8 °С, з абсолютним максимумом +34,6 °с. найхолодніший місяць — січень: середня температура становить -20,1 °С, абсолютний мінімум -52,5 °С.

## Історія
Засноване село в 1911 році. У 1926 році враховано було 160 жителів, переважно татар. За радянських часів працював колгосп ім. Щетинкіна.

## Населення
| 2010 |
| ---- |
| 4    |

Постійне населення становило 22 особи в 2002 році (45 % росіяни, 41% татари).

## Відомі уродженці
- Агібалова Катерина Василівна (1914—2000) — історикиня, методистка і вчителька історії, авторка шкільного підручника «Історія середніх віків» для 6-го класу[5].